# HD 28254
HD 28254 är en dubbelstjärna belägen i den norra delen av stjärnbilden Svärdfisken. Den har en skenbar magnitud av ca 7,69 och kräver åtminstone en stark handkikare för att kunna observeras. Baserat på parallaxmätning inom Hipparcosuppdraget på ca 18,3 mas, beräknas den befinna sig på ett avstånd på ca 178 ljusår (ca 55 parsek) från solen. Den rör sig närmare solen med en heliocentrisk radialhastighet på ca –9,3 km/s.

## Egenskaper
Primärstjärnan HD 28254 A är en gul till vit jättestjärna av spektralklass G1 IV/V, som har börjat dess utveckling bort från huvudserien. Den har en massa som är ca 1,1 solmassor, en radie som är ca 1,6 solradier och har ca 2,2 gånger solens utstrålning av energi från dess fotosfär vid en effektiv temperatur av ca 5 600 K. Den har en låg aktivitetsnivå och en större metallicitet än solen, med 2,3 gånger solens halt av järn.
HD 28254 är en visuell dubbelstjärna. Följeslagaren, HD 28254 B, har en skenbar magnitud på 13,8 och ligger med en separation av 4,3 bågsekunder. De två stjärnorna har upprätthållit samma separeration genom tiden, vilket tyder på att de bildar en fysiskt förbunden dubbelstjärna. Vidare visar primärstjärnans radiella hastighet tecken på omloppsrörelse. Sett utifrån dess ljusstyrka är följeslagaren förmodligen en röd dvärg med spektraltyp mellan M0 V och M2 V, med en massa av ca 48 procent av solmassan. Den beräknade separationen mellan stjärnorna är 235 AE, vilket motsvarar en omloppsperiod på mer än 1 000 år.

## Planetssystem
År 2010 publicerades upptäckten av en exoplanet som kretsar kring HD 28254. Det observerades med hjälp av dopplerspektroskopi vid observationer med HARPS-spektrografen under tiden oktober 2003 och april 2009. Den bästa anpassningsmodellen för de 32 radiella hastighetsdata som samlats in visar en planet i en excentrisk bana med en omloppsperiod av 1 116 dygn, plus en kvadratisk trend som förmodligen orsakas av stjärnan HD 28254 B.    
Planeten är en gasjätte med en minsta massa av 1,16 gånger Jupiters massa. Det ligger på ett genomsnittligt avstånd av 2,15 AE från stjärnan och dess omloppsbana har en mycket hög excentricitet på 0,81 och för planeten mellan 0,41 och 3,90 AE från stjärnan. Detta kan vara resultatet av gravitationspåverkan från sekundärstjärnan via Kozaimekanismen.
| Planet         | Massa          | Halv storaxel (AE) | Siderisk omloppstid (d) | Excentricitet | Inklination | Radie |
| -------------- | -------------- | ------------------ | ----------------------- | ------------- | ----------- | ----- |
| b (obekräftad) | ≥1,16 ± 0,1 MJ | 2,15 ± 0,05        | 1 116 ± 26              | 0,81 ± 0,04   | -           | -     |